# Kożuszki-Ośrodek
Kożuszki-Ośrodek [kɔˈʐuʂki ɔˈɕrɔdɛk] est un village polonais de la gmina de Sochaczew dans le powiat de Sochaczew et dans la voïvodie de Mazovie.
Il est situé approximativement à 6 kilomètres à l'est nord de Sochaczew et à 47 kilomètres à l'ouest de Varsovie.
Le village a une population d'environ 330 habitants (2006).